# Leonardo Bonifazio
Leonardo Bonifazio (Cuneo, 20 marzo 1991) è un ex ciclista su strada italiano.

## Biografia
Nato nel 1991 a Cuneo, è fratello di Niccolò Bonifazio, anche lui ciclista professionista e suo compagno di squadra alla TotalEnergies.
Ad inizio 2010, al suo primo anno da under-23, ha deciso di smettere con il ciclismo, per poi riprendere nel 2015, a 24 anni.
Dal 2015 al 2018 ha corso da Elite, per i primi due anni con la Viris Maserati-Sisal Matchpoint, nel 2017 con il Team Colpack (con il quale ha vinto la Coppa San Geo) e nel 2018 con l'AVC Aix-en-Provence, conquistando una tappa al Tour du Loir-et-Cher E. Provost.
Nel 2018 ha corso da stagista con la Nippo, mentre nel 2019 con la squadra Continental della Sangemini Trevigiani MG.K Vis.
Nel 2020, a 29 anni, si è trasferito alla squadra ProTeam francese della Total Direct Énergie, partecipando alla Milano-Sanremo, tenutasi eccezionalmente ad agosto, prima classica monumento post lockdown per la pandemia di COVID-19, arrivando 138º.

## Palmarès
- 2015 (Elite)

Trofeo Raffaele Marcoli
- 2017 (Elite)

Coppa San Geo
Gran Premio De Nardi
- 2018 (Elite)

Ronde de Montauroux
1ª tappa Tour du Loir-et-Cher E. Provost (Blois > Fougères)

## Piazzamenti

### Classiche monumento
- Milano-Sanremo

2020: 138º